# Burgalays
Burgalays (em occitano:  Burgalais) é uma comuna francesa na região administrativa da Occitânia, no departamento do Alto Garona. Estende-se por uma área de 5.05 km², com 122 habitantes, segundo o censo de 2018, com uma densidade de 24 hab/km².